# Carlos Parra
Carlos Andrei Parra Miranda (ur. 30 marca 1992 w Los Mochis) – meksykański piłkarz występujący na pozycji napastnika.

## Kariera klubowa
Parra jest wychowankiem zespołu Club Santos Laguna z siedzibą w mieście Torreón. Do treningów pierwszej drużyny został włączony przez szkoleniowca Benjamína Galindo i w meksykańskiej Primera División zadebiutował 22 października 2011 w przegranym 2:5 spotkaniu z Tecos UAG. W tych samych rozgrywkach – Apertura 2011 – wywalczył z Santos Laguną tytuł wicemistrzowski, natomiast pół roku później – podczas sezonu Clausura 2012 – zdobył mistrzostwo Meksyku. Jego wkład w ten sukces był jednak niewielki, gdyż wystąpił tylko w jednym meczu w roli rezerwowego. Zanotował także trzy spotkania w Lidze Mistrzów CONCACAF w edycji 2011/2012, kiedy to Santos Laguna dotarła do dwumeczu finałowego, przegrywając w nim ostatecznie z Monterrey.
| Sezon     | Klub               | Kraj   | Rozgrywki        | Mecze | Bramki |
| --------- | ------------------ | ------ | ---------------- | ----- | ------ |
| 2011/2012 | Club Santos Laguna | Meksyk | Primera División | 2     | 0      |

## Kariera reprezentacyjna
W 2009 roku Parra został powołany przez selekcjonera José Luisa Gonzáleza Chinę do reprezentacji Meksyku U-17 na Młodzieżowe Mistrzostwa Świata w Nigerii. Jego drużyna odpadła wówczas w 1/8 finału, natomiast sam zawodnik wystąpił w dwóch spotkaniach i zdobył bramkę w wygranym 2:0 meczu fazy grupowej z Japonią.